# Koelkastverstikking

Moeder legt haar kind uit dat ze niet in de koelkast moet klimmen.

Een koelkastverstikking is een manier van doodgaan waarbij iemand - meestal een kind - in een koelkast of vergelijkbaar object opgesloten raakt, en doordat de koelkast luchtdicht afgesloten is, de persoon doodgaat aan zuurstoftekort. Dit was met name een probleem met de eerste generaties koelkasten, omdat die - in tegenstelling tot nu - alleen maar van buiten open te maken zijn. Sinds 1956 is het in de Amerikaanse wet (the Refrigerator safety act) verplicht gesteld dat alle koelkasten/vriezers van binnen open te maken zijn door de deur vast te klemmen met bijvoorbeeld een  magneet in plaats van een klem.